# L'Augure

L'Augure (The Portent) est une série de comics fantastique entièrement réalisée par l'auteur suédois Peter Bergting.

## Albums
- Tome 1 : Duende (2007)

## Publication

### Éditeurs
- Delcourt (Collection Contrebande) : Tome 1 (première édition du tome 1).